# Икосаедар
Икосаедар (грч. εἰκοσάεδρον, eikosáedron - тело са двадесет површина) је један од пет правилних полиедара. Омеђен је са двадесет међусобно једнаких површи које имају облик једнакостраничних троуглова и распоређене су тако да тело има тридесет ивица и дванаест темена.

## Формуле
| Површина                  | {\displaystyle P=5{\sqrt {3}}a^{2}}                                        |
| Запремина                 | {\displaystyle V={\frac {5}{12}}\left(3+{\sqrt {5}}\right)a^{3}}           |
| Полупречник уписане сфере | {\displaystyle r_{u}={\frac {a}{12}}{\sqrt {3}}\left(3+{\sqrt {5}}\right)} |
| Полупречник описане сфере | {\displaystyle r_{o}={\frac {a}{4}}{\sqrt {10+2{\sqrt {5}}}}}              |